# Maudgaljájana

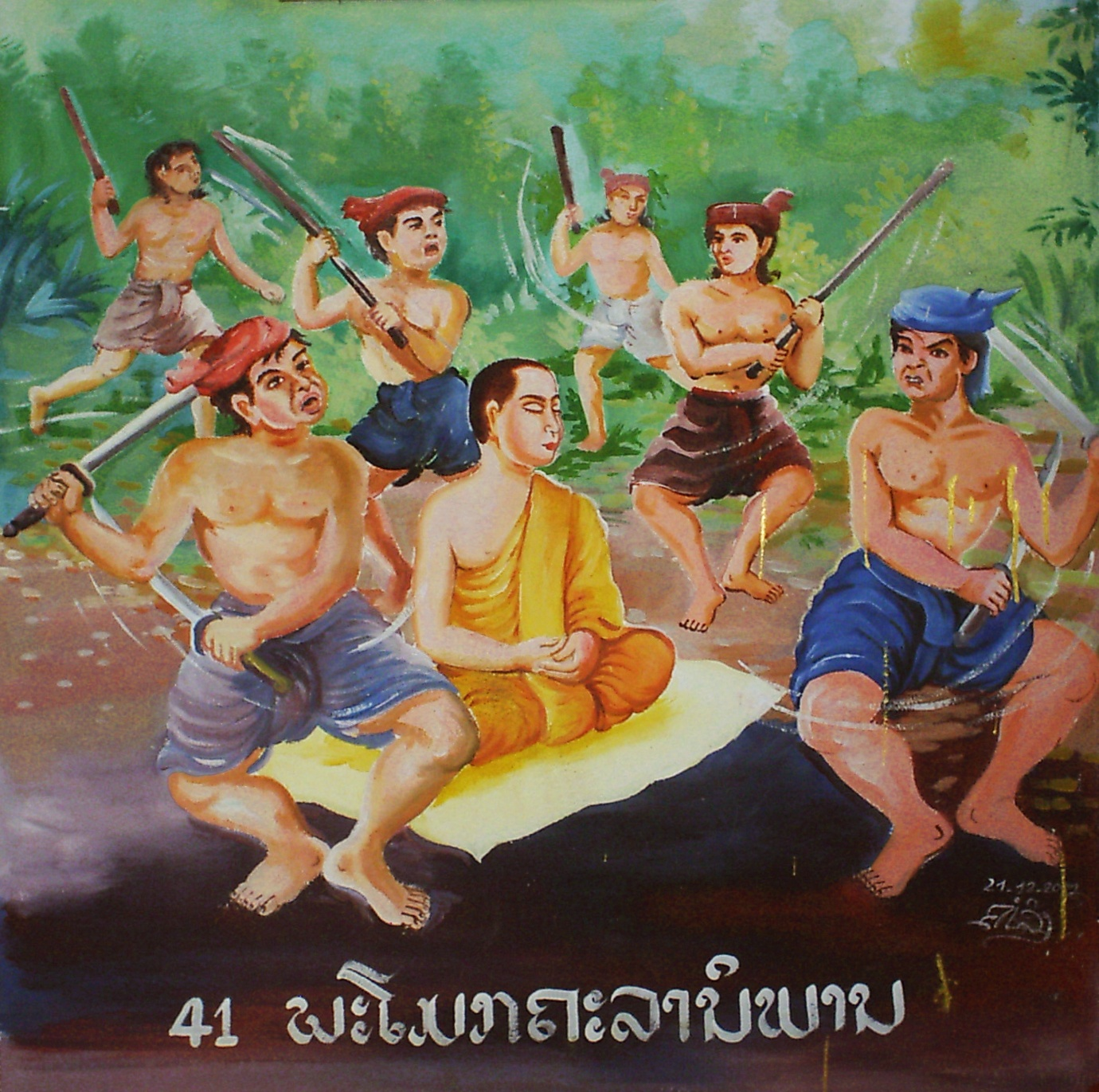
Moggallana mártír halála.

Maudgaljájana (páli: Moggallána, kínai: 目連, pinjin: Mùlián, japán: 目犍連, Mokuren vagy Mokkenren), más néven Mahámaudgaljájana vagy Mahámoggallána a történelmi Buddha egyik legbensőségesebb tanítványa. Olyan arhatok kortársa volt, mint Szubhúti, Száriputta vagy Mahákásjapa. Buddha fő (természetfeletti erővel megáldott - látó) tanítványai közül őt tekintik a másodiknak. Kolita Brahmin családból származik.
A páli kánonban több helyen írnak Maudgaljájana képességeiről, hogy elhunytaknak magyarázza szörnyű állapotaikat és szenvedéseik okát, azért, hogy megszabaduljanak tőlük. Maudgaljájana gondolatolvasó képességével képes volt jó és odaillő tanácsokat adni tanítványainak, hogy azok gyors eredményeket érhessenek el.

## Halála
Maudgaljájanát Magadha városba való útja során érte a vég. Egyes beszámolók szerint vallási kultisták kövezték halálra, máshol rablókat írnak. A közmegegyezés szerint brutális módon vetettek véget az életének. A Buddha magyarázata szerint, hogy Maudgaljájana, aki elérte az arhat szintet, miért nem védekezett semennyire a rátámadók ellen, és miért vállalta ezt a szörnyű halált, Maudgaljájana korábbi életében elkövetett karmája miatt (meggyilkolta szüleit) a következmények elől nem menekülhetett és ennek megfelelően elfogadta azt. Azt is elmondta a Buddha, hogy még a természetfeletti erők sem segíthetnek a karma elkerülésében, főleg amikor az ennyire súlyos.

## Maudgaljájana a mahájána-szútrákban

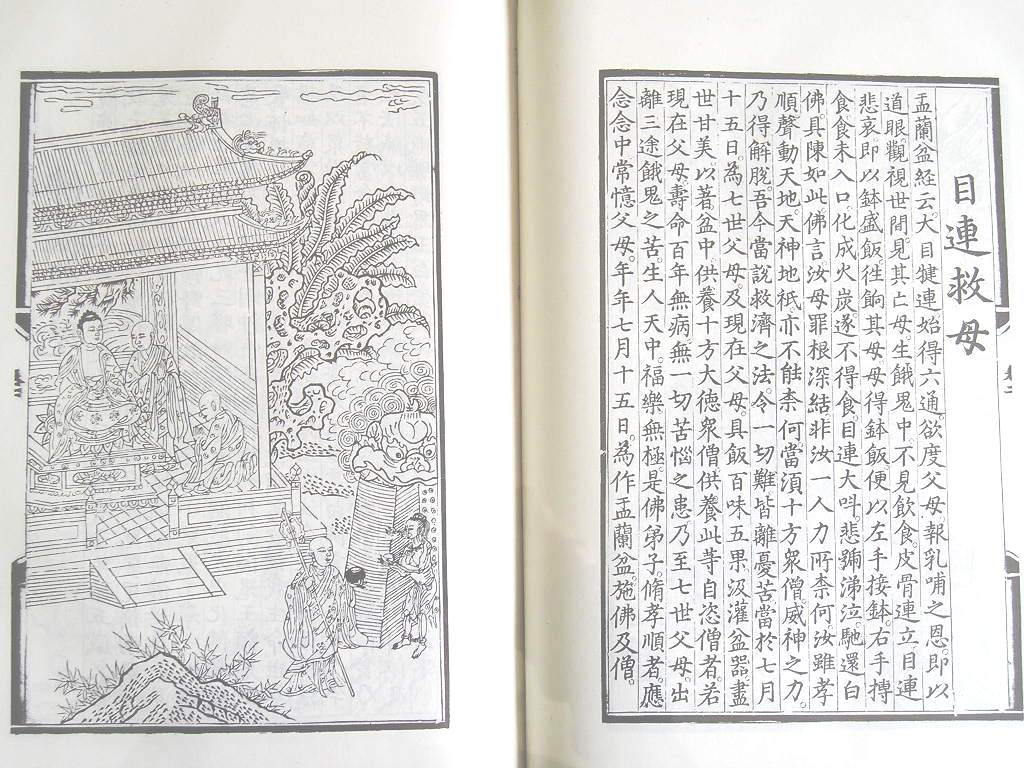
Maudgaljájana megmenti édesanyját.

Az Ullambana-szútra, amely a legfőbb mahájána szútra, amelyben Maudgaljájana említésre kerül. A szútra szól a gyermeki áhitatról, amit Buddha mesél el Maudgaljájanának. Japánban az Ullambana nagyon népszerű, ugyanis ez a bon fesztivál alapja, amely rendkívül hasonlít a konfucianista és neokonfucianista ideákra, ugyanis mindkettőnél ősök imádatáról van szó. Emiatt éri gyakran kritika az Ullambana-szútrát, hogy az nem autentikus és más Buddhista tanításokkal nem összeegyeztethető.
A Lótusz szútra 6. fejezetében (Jóslat adományozása) a Buddha megvilágosodással kapcsolatos próféciákat adományoz tanítványainak: Mahákásjapa, Szubhúti, Kátjájana és Maudgaljájana.

## Külső hivatkozások
- Maha-Moggallana élete - Hellmuth Hecker (angolul)
- Nicsiren Daisonin beszél Maudgaljajanáról. (angolul)
- Jack Daulton, "Sariputta and Moggallana in the Golden Land" Archiválva 2016. augusztus 3-i dátummal a Wayback Machine-ben (angolul)